# Szardínia vasútállomásainak listája

Szardínia régió elhelyezkedése Olaszországban

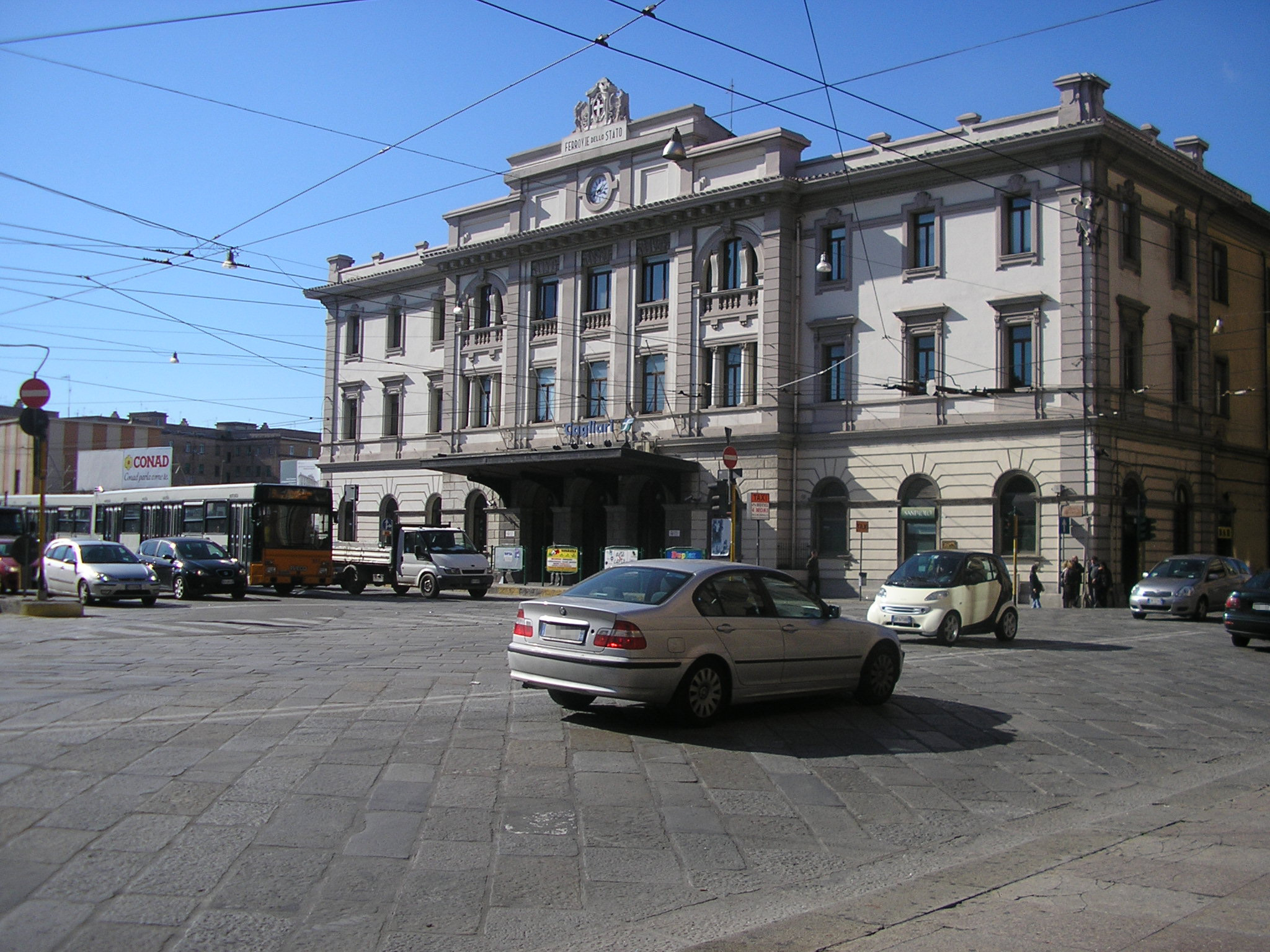
Stazione di Cagliari

Ez a lista olasz Szardínia régió vasútállomásait sorolja fel ábécé sorrendben.

## A lista
| Állomás neve                          | Cím                                                                             | Közigazgatási egység | Megye | Hálózat       | Kategória |
| ------------------------------------- | ------------------------------------------------------------------------------- | -------------------- | ----- | ------------- | --------- |
| Stazione di Abbasanta                 | P.za Stazione                                                                   | Abbasanta            | OR    | RFI           | ezüst     |
| Stazione di Assemini                  | Via Trento                                                                      | Assemini             | CA    | RFI           | ezüst     |
| Stazione di Assemini Carmine          | Via Sant’Elia                                                                   | Assemini             | CA    | RFI           | bronz     |
| Stazione di Assemini Santa Lucia      | Via Venezia                                                                     | Assemini             | CA    | RFI           | bronz     |
| Stazione di Berchidda                 | Via Stazione                                                                    | Berchidda            | OT    | RFI           | ezüst     |
| Stazione di Bonorva                   | Stazione FS                                                                     | Bonorva              | SS    | RFI           | bronz     |
| Stazione di Borore                    | Via della Resistenza                                                            | Borore               | NU    | RFI           | bronz     |
| Stazione di Cagliari                  | Via Roma 22                                                                     | Cagliari             | CA    | Centostazioni | arany     |
| Stazione di Cagliari Elmas            | P.za Stazione                                                                   | Elmas                | CA    | RFI           | ezüst     |
| Stazione di Cagliari Santa Gilla      | Viabilità provvisoria da PL Via S. Paolo                                        | Cagliari             | CA    | RFI           | ezüst     |
| Stazione di Cala Sabina               | Cala Sabina                                                                     | Olbia                | OT    | RFI           | bronz     |
| Stazione di Carbonia Serbariu         | Via Roma                                                                        | Carbonia             | CI    | RFI           | ezüst     |
| Stazione di Decimomannu               | P.za Stazione, 5                                                                | Decimomannu          | CA    | RFI           | ezüst     |
| Stazione di Elmas Aeroporto           | Via dei Trasvolatori (piazzale arrivi aerostazione, lato parcheggio multipiano) | Elmas                | CA    | RFI           | ezüst     |
| Stazione di Giave                     | Via Stazione                                                                    | Giave                | SS    | RFI           | bronz     |
| Stazione di Golfo Aranci              | P.za Stazione                                                                   | Golfo Aranci         | OT    | RFI           | ezüst     |
| Stazione di Iglesias                  | Via Garibaldi                                                                   | Iglesias             | CI    | RFI           | ezüst     |
| Stazione di Macomer                   | P.za Due Stazioni                                                               | Macomer              | NU    | RFI           | ezüst     |
| Stazione di Marinella                 | loc. Marinella                                                                  | Golfo Aranci         | OT    | RFI           | bronz     |
| Stazione di Marrubiu-Terralba-Arborea | P.za Italia, 6                                                                  | Marrubiu             | OR    | RFI           | ezüst     |
| Stazione di Monti-Telti               | Via Stazione                                                                    | Monti                | OT    | RFI           | ezüst     |
| Stazione di Olbia                     | Via Giacomo Pala, 10                                                            | Olbia                | OT    | RFI           | ezüst     |
| Stazione di Oristano                  | P.za Ungheria, 10                                                               | Oristano             | OR    | RFI           | ezüst     |
| Stazione di Oschiri                   | Viale Stazione                                                                  | Oschiri              | OT    | RFI           | ezüst     |
| Stazione di Ozieri-Chilivani          | P.za Stazione - loc. Chilivani                                                  | Ozieri               | SS    | RFI           | ezüst     |
| Stazione di Paulilatino               | Stazione FS                                                                     | Paulilatino          | OR    | RFI           | bronz     |
| Stazione di Ploaghe                   | Via Stazione                                                                    | Ploaghe              | SS    | RFI           | bronz     |
| Stazione di Porto Torres              | Via Fontana Vecchia                                                             | Porto Torres         | SS    | RFI           | bronz     |
| Stazione di Porto Torres Marittima    | Stazione FS                                                                     | Porto Torres         | SS    | RFI           | bronz     |
| Stazione di Rudalza                   | loc. Rudalza                                                                    | Olbia                | OT    | RFI           | bronz     |
| Stazione di San Gavino                | loc. Pardu                                                                      | San Gavino Monreale  | VS    | RFI           | ezüst     |
| Stazione di Samassi-Serrenti          | P.za Stazione, 6                                                                | Samassi              | VS    | RFI           | ezüst     |
| Stazione di Sassari                   | P.za Stazione                                                                   | Sassari              | SS    | RFI           | ezüst     |
| Stazione di Serramanna-Nuraminis      | Via Stazione, 2                                                                 | Serramanna           | VS    | RFI           | ezüst     |
| Stazione di Siliqua                   | P.zale Stazione                                                                 | Siliqua              | CA    | RFI           | ezüst     |
| Stazione di Solarussa                 | Viale Stazione                                                                  | Solarussa            | OR    | RFI           | bronz     |
| Stazione di Su Canale                 | loc. Su Canale                                                                  | Monti                | OT    | RFI           | bronz     |
| Stazione di Uras-Mogoro               | Via Stazione FS, 106                                                            | Uras                 | OR    | RFI           | bronz     |
| Stazione di Villamassargia-Domusnovas | Stazione FS                                                                     | Villamassargia       | CI    | RFI           | ezüst     |
| Stazione di Villasor                  | Via Laconi , 41                                                                 | Villasor             | CA    | RFI           | ezüst     |
| Stazione di Villaspeciosa-Uta         | Via Stazione                                                                    | Villaspeciosa        | CA    | RFI           | ezüst     |